# Городские населённые пункты в составе Севастополя
Город федерального значения Севастополь по законодательству Российской Федерации по состоянию на 2020 год включает, кроме самого Севастополя, 3 городских населённых пункта — 2 города и 1 городской посёлок, а также 1 городской посёлок, выделенный согласно закону об административно-территориальном устройстве, не учитывающийся в Росстате и отсутствующий в ОКТМО. По законодательству Украины Севастополь — город со специальным статусом.

## Города
| № | город     | административно-территориальная единица | муниципальное образование        | население, чел. | основание / первое упоминание | статус города | герб | год включения в состав Севастополя |
| - | --------- | --------------------------------------- | -------------------------------- | --------------- | ----------------------------- | ------------- | ---- | ---------------------------------- |
| 1 | Балаклава | Балаклавский район                      | Балаклавский муниципальный округ | ↗35 919         | VIII век до н. э.             | 2019          |      | 1957                               |
| 2 | Инкерман  | Балаклавский район                      | город Инкерман                   | ↗13 858         | VI век н. э.                  | 1976          |      | 1957                               |

## Городские посёлки
| № | городской посёлок | административно-территориальная единица | муниципальное образование       | население, чел. | основание / первое упоминание | статус гп  | герб | год включения в состав Севастополя |
| - | ----------------- | --------------------------------------- | ------------------------------- | --------------- | ----------------------------- | ---------- | ---- | ---------------------------------- |
| 1 | Кача              | Нахимовский район                       | Качинский муниципальный округ   | ↗6233           | 1912                          | 1938       |      | 1939                               |
| 2 | Ласпи             | Балаклавский район                      | Орлиновский муниципальный округ | нет данных      | 1778                          | 2013, 2019 |      | 1951                               |